# マーガレット・スキニダー
マーガレット・スキニダー（英語: Margaret Skinnider、1892年5月28日-1971年10月10日）は、スコットランド、コートブリッジ生まれの革命家、フェミニストである。1916年のイースター蜂起で主にスナイパーとして戦い、女性で唯一の戦傷者となった。この際に斥候として勇敢に活動した。ニューヨーク・タイムズ紙のサイヴ・ウォルシュは、スキニダーを「スナイパーに転身した学校教師」と呼んだ。

## 生い立ち
1893年、ラナークシャーのコートブリッジにてアイルランド人の両親のもとに生まれ、数学教師になるべく勉学に励んだ。また、グラスゴーのクマン・ナ・マンやパース刑務所での抗議を含む女性参政権運動にも参加している。彼女の狙撃の腕は、皮肉なことに大英帝国が女性を防衛戦力とすべく立ち上げたライフルクラブで培われたものである。アイルランドへの旅行中にコンスタンツ・マルキエビッチの影響を受け、イースター蜂起の準備として爆弾の起爆装置や製造部品を帽子に入れて密輸した。スキニダーは数学教師であったため、爆破攻撃のために距離計算をして図面を書くこともできた。ダブリン近郊の丘にてマドレイン・フレンチ＝マレンと共にダイナマイトの試験も行っている。
コンスタンツ・マルキエビッチによって「ダブリンの最貧地区」を見せられたスキニダーは、「世界中でこれよりもひどい場所があるだろうか」、通りは「汚水とごみで満たされた空洞」であり、建物は「まるで砲撃でも受けたかのように穴だらけだった」と述べている。

## イースター蜂起

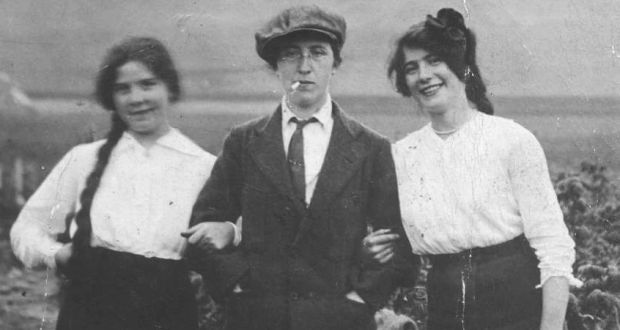
男装したマーガレット・スキニダー

偵察兵、伝達兵（しばしば男装で少年のふりをして行った）、スナイパーとして様々な作戦に従事しつつ、スキニダーはマイケル・マリン将軍とコンスタンツ・マルキエビッチの指揮の下、アイルランド王立外科医学院およびセント・スティーヴンズ・グリーンの守備隊で戦った。伝えられるところによれば、抜きん出た狙撃の名手だったという。ユニヴァーシティ・チャーチの屋根にマシンガンを設置したイギリス兵らの退路を断つべくハーコートストリートの屋根を焼き落そうとしていた所、三度撃たれ深刻な負傷をした。
ノラ・コノリー・オブライエンはこの行動におけるスキニダーの指導的役割について、著名な革命家であったウィリアム・パートリッジもスキニダーを隊のリーダーとして扱っていたことを記録している。

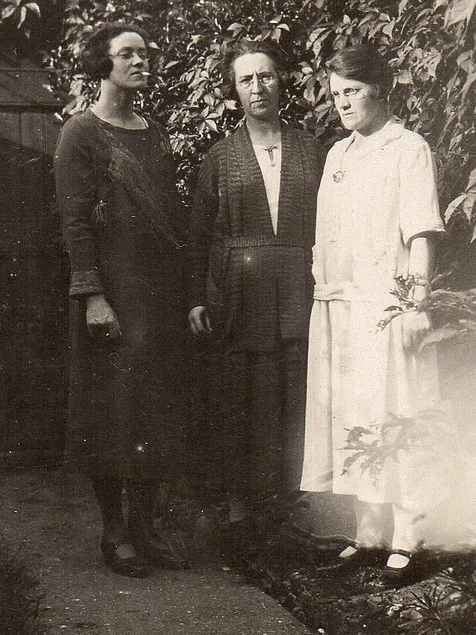
1925年8月のブリジッド・オキーフ、マーガレット・スキンナダー、ノラ・オキーフ

スキニダーは自叙伝『アイルランドのために一肌脱いで』Doing My Bit for Ireland (1917) にて、イースター蜂起時のセント・スティーヴンズ・グリーンでの自身のスナイパーとしての役割について、以下のように鮮やかに記述している。
視界は暗く、銃声と煙に満ちていた。しかし行動するには丁度良かった。木々はそのてっぺんの向こうを見る事が出来たし、シェルボーンの屋根の上には英国軍の姿が見えた。同時に、我らが要塞の屋根と壁に銃弾の降り注ぐ音も聞こえた。というのも実際、まさに私たちのいる建物がその標的だったからだ。私が照準した男の倒れ落ちる様を、私は何度も見た。—
軍事行動に参加する女性という自身の役割について、スキニダーはこう述べる。
マリン指揮官は、女性にこの種のリスクを負わせる事に全く乗り気でないにせよ、最終的には同意した。この問題についての私の見解は、私たちは命を危険に晒す権利においても男性と同等であるという事だ。アイルランド共和国憲法の中でも女性は男性と対等である。そして実のところ、この憲法は歴史で初めて参政権平等の原則を含んだものでもある。—
シン・フェインの元党首ジェリー・アダムズは、スキニダーの言葉を2006年のシン・フェイン党の党大会で引用している。 
スキニダーは負傷し、数週間は病院に収容されたが、重症であったため医師の判断のおかげで逮捕を免れ、ダブリン城から旅行許可を取得する事で故郷のスコットランドに戻ることができた。

## 1916年以降の活動
スキニダーはダブリンに戻るが、翌年には抑留のおそれからアメリカ合衆国へ渡った。アメリカにいる間、彼女はアイルランド共和派の為の資金を集め、イースター蜂起を戦った他の女性と共に講演を行った。また、ニューヨークで自叙伝『アイルランドのために一肌脱いで』 (Doing My Bit for Ireland) を出版している。 スキニダーは後にアイルランドに戻り、1917年にダブリンで教職に就いた。スキニダーはおそらくレズビアンであり、1919年頃までにはパートナーのノラ・オキーフとともにカップルとして暮らすようになった。アイルランド独立戦争中、彼女は逮捕・投獄された。 内戦では、1923年に逮捕されて北ダブリン救貧院に収容されるまで、 アイルランド共和軍の主計長官を務めた。捕囚中は囚人の訓練監督をつとめた。
1925年からスキニダーは何度か元兵士として恩給を申請したが、女性であることを理由に断られた。1938年にやっと申請が認められた。

## その後
釈放後から1961年に退職するまで、スキニダーはダブリンのキングズ・イン・ストリート・シスターズ・オブ・チャリティ小学校で教師として働いた。教員として働く間はアイルランド国立教師組織 (INTO) のメンバーで居続け、1956年には総長となった。女性の権利のためにも尽力を惜しまなかった。晩年はダブリン県グレナギャリーに住み、1971年10月10日に没した。ダブリンのグラスネヴィン・セメタリーにあるアイルランド共和主義者の埋葬区画で、マルキエビッチ伯爵夫人の隣に埋葬された。